# Courcival
Courcival est une commune française, située dans le département de la Sarthe en région Pays de la Loire, peuplée de 83 habitants (les Courcivalois).
La commune fait partie de la province historique du Maine, et se situe dans le Haut-Maine (Maine roux).

## Géographie
La commune est traversée par l'Orne saosnoise et son affluent le Tripoulin.
| Peray        | Nauvay    | Saint-Cosme-en-Vairais |
|              | Courcival | Rouperroux-le-Coquet   |
| Saint-Aignan | Jauzé     | Terrehault             |

### Climat
Pour des articles plus généraux, voir Climat des Pays de la Loire et Climat du Val-d'Oise.
En 2010, le climat de la commune est de type climat océanique dégradé des plaines du Centre et du Nord, selon une étude du CNRS s'appuyant sur une série de données couvrant la période 1971-2000. En 2020, Météo-France publie une typologie des climats de la France métropolitaine dans laquelle la commune est exposée à un climat océanique altéré et est dans la région climatique  Moyenne vallée de la Loire, caractérisée par une bonne insolation (1 850 h/an) et un été peu pluvieux. 
Pour la période 1971-2000, la température annuelle moyenne est de 10,5 °C, avec une amplitude thermique annuelle de 14 °C. Le cumul annuel moyen de précipitations est de 691 mm, avec 11,6 jours de précipitations en janvier et 7,3 jours en juillet. Pour la période 1991-2020, la température moyenne annuelle observée sur la station météorologique de Météo-France la plus proche, « Deauville », sur la commune de Deauville à 5 363 km à vol d'oiseau, est de 0,0 °C et le cumul annuel moyen de précipitations est de 0,0 mm,. Pour l'avenir, les paramètres climatiques de la commune estimés pour 2050 selon différents scénarios d'émission de gaz à effet de serre sont consultables sur un site dédié publié par Météo-France en novembre 2022.

## Urbanisme

### Typologie
Au 1er janvier 2024, Courcival est catégorisée commune rurale à habitat très dispersé, selon la nouvelle grille communale de densité à sept niveaux définie par l'Insee en 2022.
Elle est située hors unité urbaine et hors attraction des villes,.

### Occupation des sols
L'occupation des sols de la commune, telle qu'elle ressort de la base de données européenne d’occupation biophysique des sols Corine Land Cover (CLC), est marquée par l'importance des territoires agricoles (99 % en 2018), une proportion identique à celle de 1990 (99 %). La répartition détaillée en 2018 est la suivante : 
prairies (45,4 %), terres arables (39,1 %), zones agricoles hétérogènes (14,5 %), forêts (1 %). L'évolution de l’occupation des sols de la commune et de ses infrastructures peut être observée sur les différentes représentations cartographiques du territoire : la carte de Cassini (XVIIIe siècle), la carte d'état-major (1820-1866) et les cartes ou photos aériennes de l'IGN pour la période actuelle (1950 à aujourd'hui).

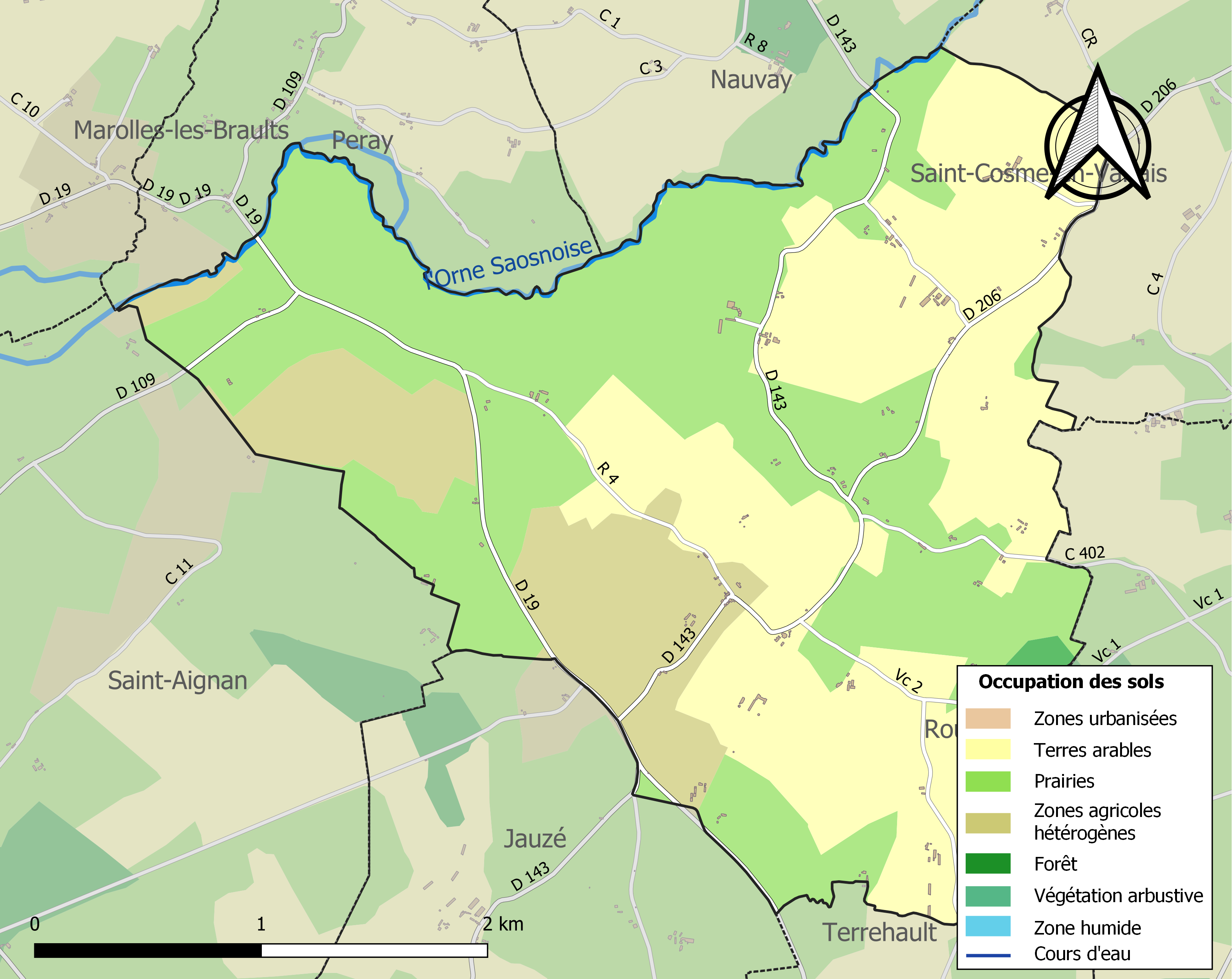
Carte des infrastructures et de l'occupation des sols de la commune en 2018 (CLC).

## Toponymie
Courcivart, Courcival, Curia in Valle
Formation toponymique médiévale en court-, suivi du nom de personne germanique Sigivart

## Politique et administration
| Période                                  | Période   | Identité                   | Étiquette | Qualité                |
| ---------------------------------------- | --------- | -------------------------- | --------- | ---------------------- |
| 1995                                     | mars 2008 | comte Maurice du Bourblanc |           | Châtelain de Courcival |
| mars 2008                                | mars 2014 | Jean Tessier               | SE        |                        |
| mars 2014                                | En cours  | Michel Couder              | SE        | Retraité               |
| Les données manquantes sont à compléter. |           |                            |           |                        |

## Démographie
L'évolution du nombre d'habitants est connue à travers les recensements de la population effectués dans la commune depuis 1793. Pour les communes de moins de 10 000 habitants, une enquête de recensement portant sur toute la population est réalisée tous les cinq ans, les populations de référence des années intermédiaires étant quant à elles estimées par interpolation ou extrapolation. Pour la commune, le premier recensement exhaustif entrant dans le cadre du nouveau dispositif a été réalisé en 2006.
En 2022, la commune comptait 83 habitants, en évolution de −12,63 % par rapport à 2016 (Sarthe : −0,25 %, France hors Mayotte : +2,11 %).
Courcival comptait 53 feux au XVIIIe siècle. La commune a compté jusqu'à 505 habitants en 1821.
| 1793 | 1800 | 1806 | 1821 | 1831 | 1836 | 1841 | 1846 | 1851 |
| ---- | ---- | ---- | ---- | ---- | ---- | ---- | ---- | ---- |
| 395  | 410  | 444  | 505  | 463  | 461  | 461  | 429  | 418  |

| 1856 | 1861 | 1866 | 1872 | 1876 | 1881 | 1886 | 1891 | 1896 |
| ---- | ---- | ---- | ---- | ---- | ---- | ---- | ---- | ---- |
| 385  | 393  | 372  | 373  | 328  | 307  | 290  | 302  | 286  |

| 1901 | 1906 | 1911 | 1921 | 1926 | 1931 | 1936 | 1946 | 1954 |
| ---- | ---- | ---- | ---- | ---- | ---- | ---- | ---- | ---- |
| 305  | 325  | 304  | 229  | 202  | 232  | 238  | 213  | 209  |

| 1962 | 1968 | 1975 | 1982 | 1990 | 1999 | 2006 | 2011 | 2016 |
| ---- | ---- | ---- | ---- | ---- | ---- | ---- | ---- | ---- |
| 188  | 130  | 92   | 98   | 65   | 80   | 82   | 88   | 95   |

| 2021 | 2022 | - | - | - | - | - | - | - |
| ---- | ---- | - | - | - | - | - | - | - |
| 88   | 83   | - | - | - | - | - | - | - |

## Lieux et monuments
- Château de Courcival, des XVIIe et XIXe siècles, inscrit au titre des monuments historiques par arrêté du 24 août 2011[22]
- Église Saint-Brice, du XIe siècle, modifiée aux XVe, XIVe et XIXe siècles.
- Chapelle funéraire de la famille de Courcival, au cimetière, avec des vitraux de 1872-1873.

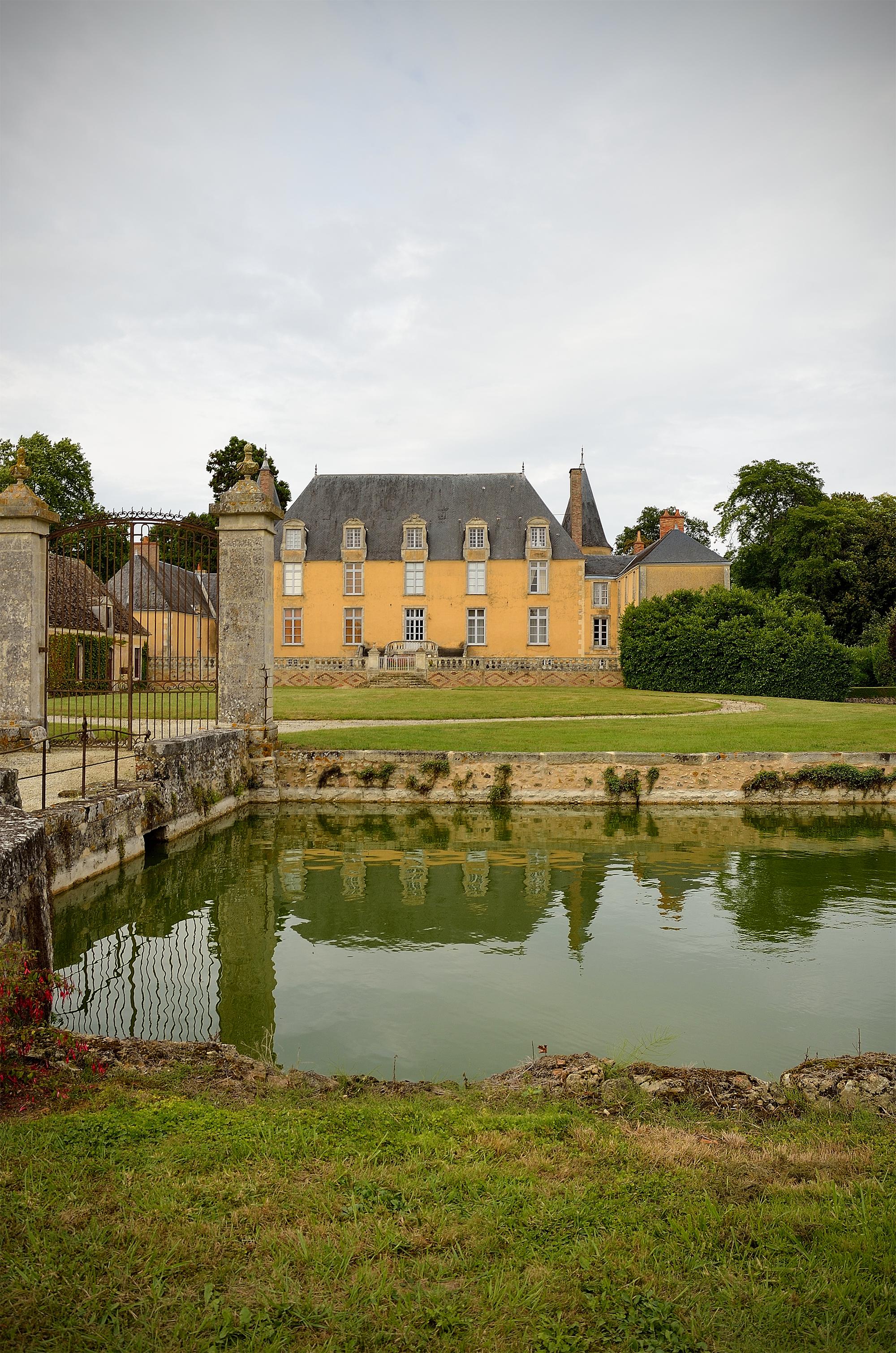
Le château.
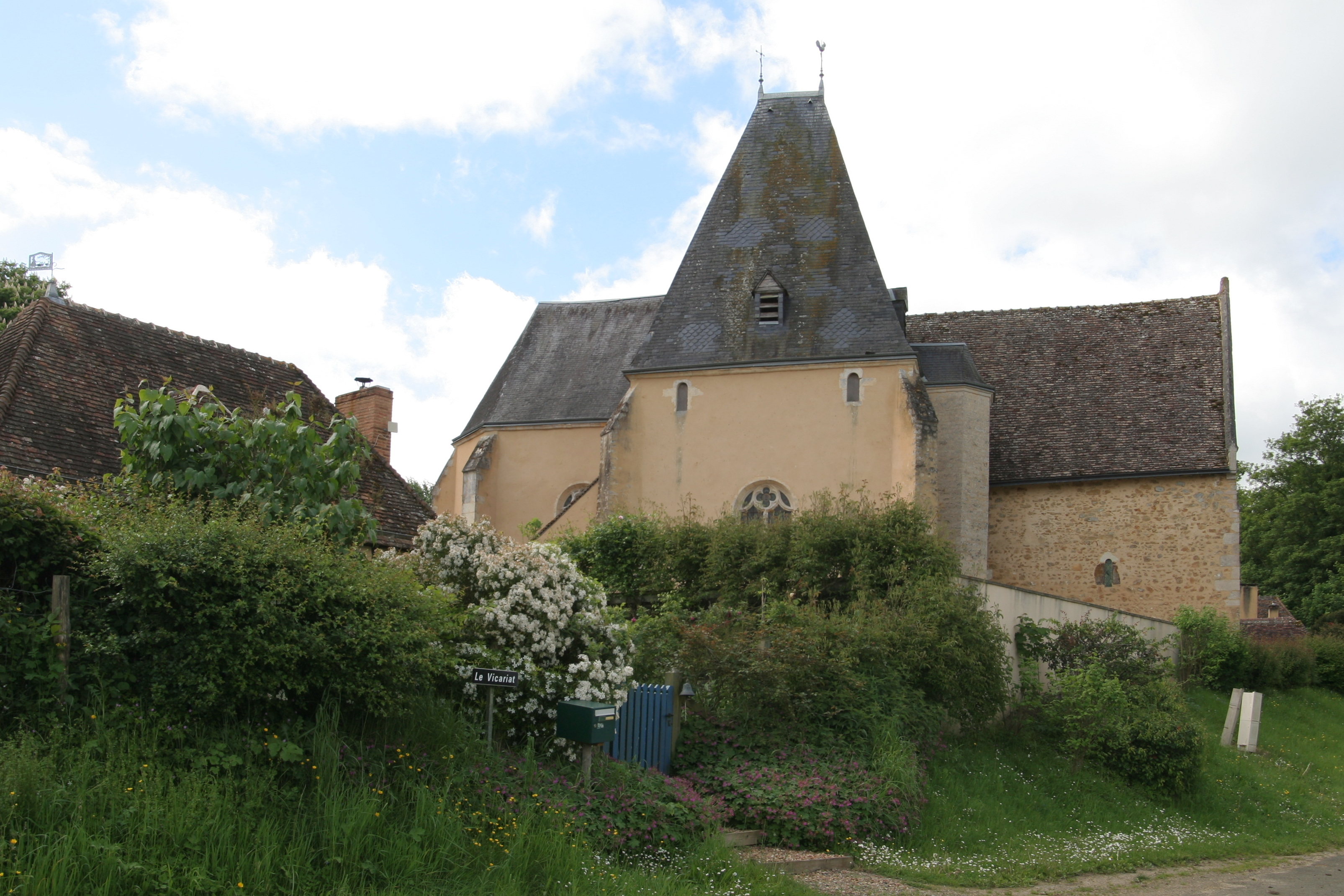
L'église Saint-Brice.
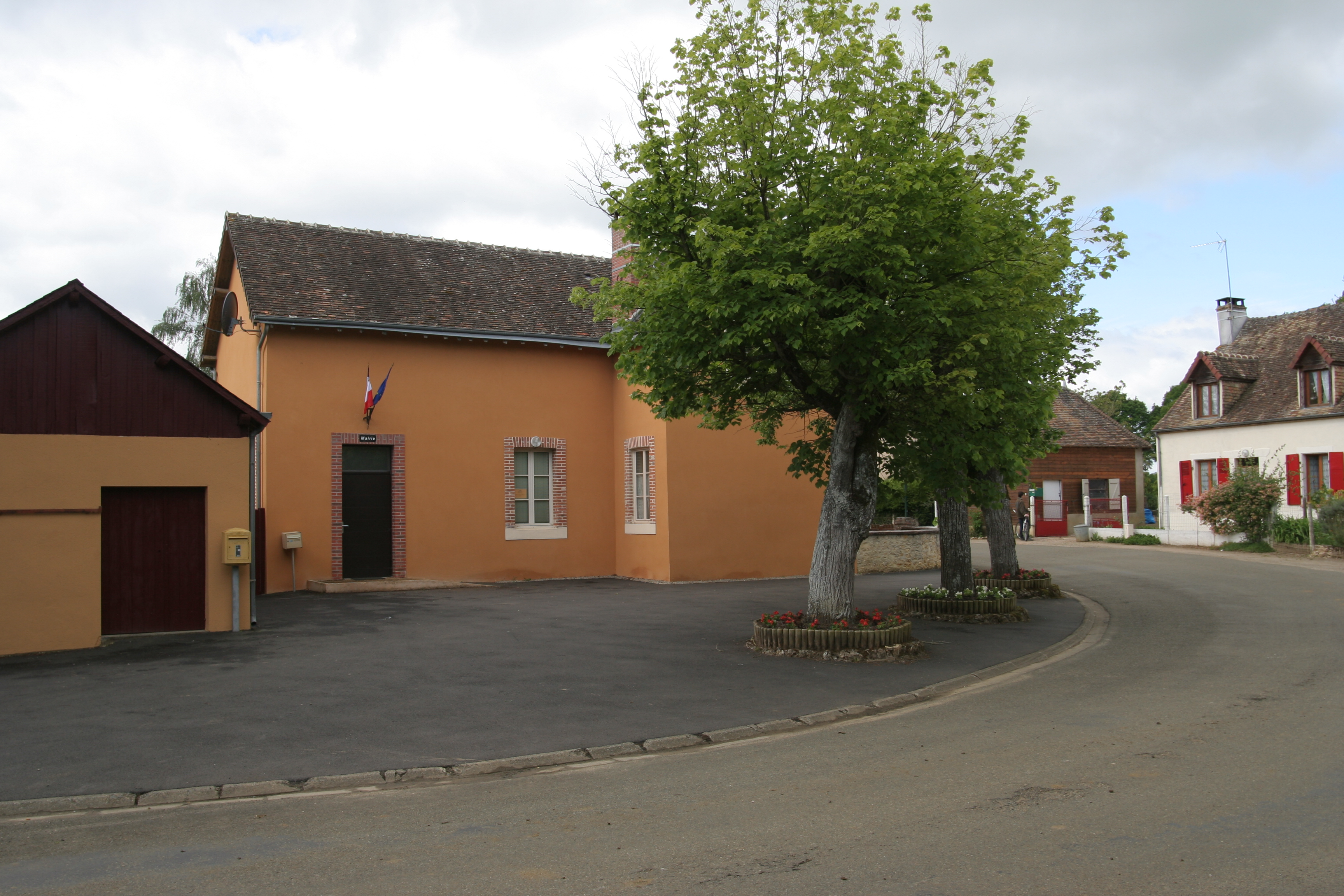
La mairie.

## Personnalités liées
- Famille de Courcival
- René Baudouin (v. 1645-1735), pionnier du Québec au XVIIe siècle avec son frère Jean et sa sœur Madeleine, il est l'ancêtre d'une partie des familles Beaudoin actuelles[23] du Québec. Fils de Jacques Baudouin et Madeleine Pichon, il est né à Courcival vers 1645[24] et a émigré en Nouvelle-France (Québec) en 1658[25], à l’époque où René de Baigneux était seigneur de Courcival. À l'automne de 1671, René Baudouin épousa Marie Raclot[26], et s'établit à Champlain, dans le gouvernement des Trois-Rivières. Il s'adonne à la traite des fourrures durant plusieurs années. Il meurt à l'âge de 90 ans et fut inhumé à Champlain le 28 mars 1735. Il compte de nombreux descendants aujourd'hui (2009) au Québec, surtout dans la région de la Mauricie. Au Québec, le patronyme est orthographié Beaudoin depuis le milieu du XVIIIe siècle.
- Jean Baudouin (1635-1662), pionnier du Québec au XVIIe siècle avec sa sœur Madeleine et son frère René. Fils de Jacques Baudouin et Madeleine Pichon, il est né à Courcival et y fut baptisé le 27 mai 1635. Il est en Nouvelle-France à l'été 1658. Il épouse Marie-Noëlle Landeau à Trois-Rivières le 12 août 1659. Il meurt au début de 1662. Leur fille Madeleine, née en 1662, a encore des descendants aujourd'hui (2009) au Québec.
- Madeleine Baudouin (1639-1706), pionnière du Québec au XVIIe siècle avec ses frères Jean et René. Fille de Jacques Baudouin et Madeleine Pichon, elle est née à Courcival et y fut baptisée le 12 janvier 1639. Émigrée en Nouvelle-France[27], elle épouse le notaire royal Sévérin Ameau à Trois-Rivières le 7 février 1662. Elle meurt à l'âge de 67 ans et fut inhumée à Trois-Rivières le 13 novembre 1706. Leur fille Marguerite, née en 1669, a encore des descendants aujourd'hui (2009) au Québec.

## Héraldique
| Blason de Courcival | Blason  | Tiercé en pairle renversé: au 1er de sinople à la vache de race « saosnoise » paissant au naturel, au 2e de gueules à la balance potencée d'or, le fléau posé en bande, au 3e d'argent à trois fasces ondées d'azur et à la gerbe de blé d'or, liée de gueules, brochant sur les fasces. |
| Blason de Courcival | Détails | Creation JF Binon; adoptée en 2024 |